# Ariznabarra

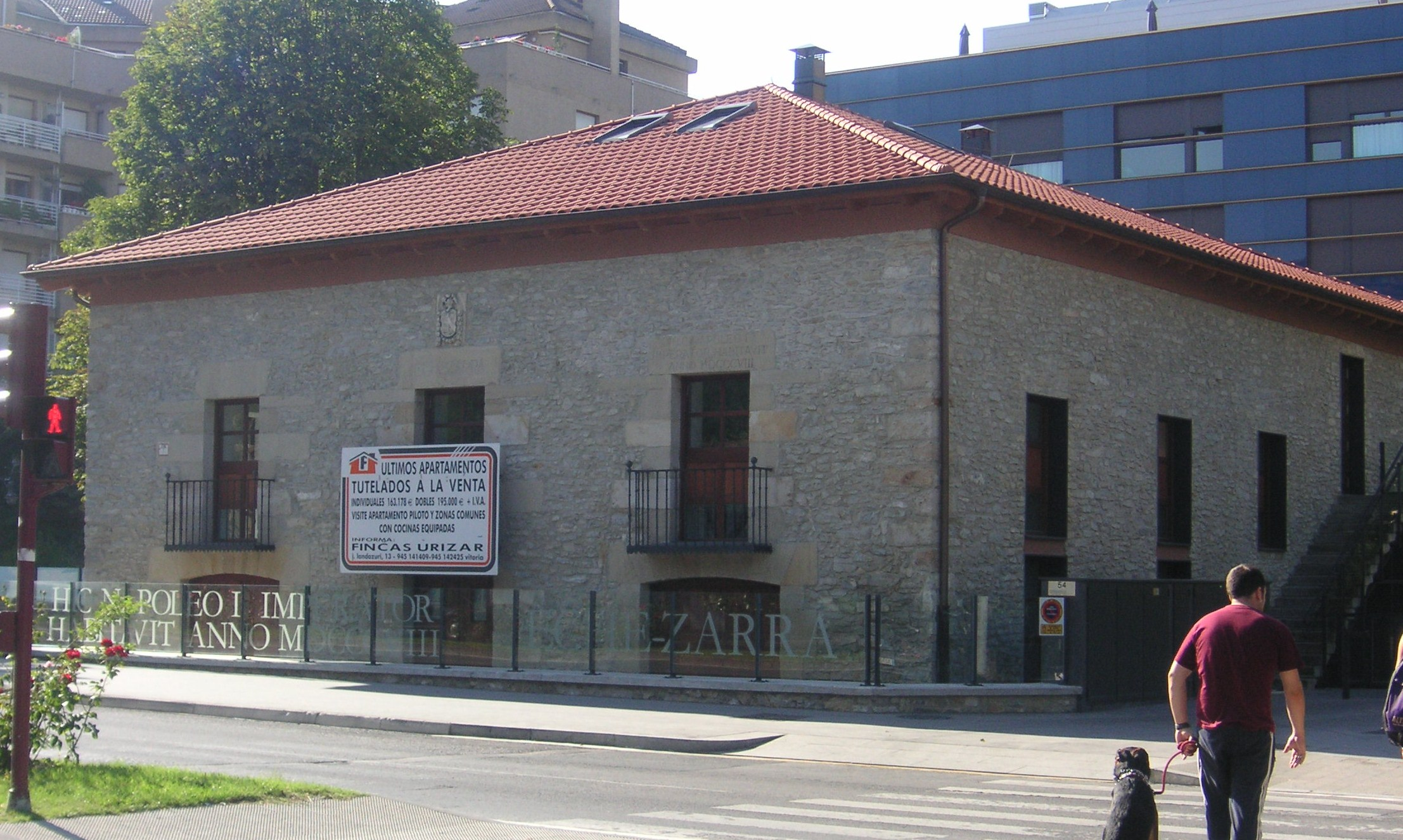
Casa d'Etxezarra

Ariznabarra és un barri de la ciutat de Vitòria (Àlaba). Té una població de 8.533 habitants (2008). Es troba al sud-oest de la ciutat.

## Situació
Forma un triangle amb base en la via del tren, que li separa del barri de San Martín al nord. Al sud se situa el barri i poble d'Armentia i de Mendizorrotza, que també la limita per l'est. Per l'oest l'envolta el nou barri de Zabalgana

## Història
Ariznabarra va sorgir, com altres barris de Vitòria, en la dècada de 1960, on l'arribada de centenars de treballadors de la resta d'Espanya a treballar a Vitòria, van fer créixer exponencialment la ciutat i construir nous barris, com Zaramaga o Arana, construïts sobre la base de les idees del desenvolupisme dels anys 60, on imperava més construir de forma ràpida sense tenir molt en compte les raons estètiques. És per això que la part vella del barri, amb edificis de 4 i 5 altures, és molt uniforme i els seus habitatges s'assemblen a les d'altres barris de Vitòria que ja s'han assenyalat.
La segona part de la seva expansió, es va donar en la dècada dels 80, i respon a una tipologia diferent. Són edificis més estètics, amb apartaments i habitatges de major grandària, sovint tancats en blocs de comunitats. També en això s'assembla a altres barris que es van aixecar en aquesta dècada com Santa Luzia.
Actualment és un barri residencial, que a causa de l'expansió de Vitòria per l'est, està deixant de ser perifèric.

## Transport
Les línies 1 i 2 d'Autobús Urbà toquen el barri, però amb prou feines s'hi endinsen.
| Línia    | Nom                | Destí Anada                    | Destí Tornada                  | Estacions al Barri |
| -------- | ------------------ | ------------------------------ | ------------------------------ | --- |
| Línia 2A | PERIFÉRICA         | Zaramaga/CC Bulevar            | Mendizorrotza                  | Castillo Fontecha/Castilla/Castillo Ocio/Etxezaharra                                                                                 |
| Línia 2B | PERIFÉRICA         | Mendizorrotza (circular)       | Zaramaga/CC Bulevar (circular) | Castillo Fontecha/Etxezaharra/Castillo Ocio/Castilla                                                                                 |
| Línia 4  | LAKUA-MARITURRI    | Zabalgana Reina Sofía 10       | Lakua Donosti 25               | Castilla 36/Etxezaharra/80/120 Castilla 107/67/47/Prado                                                                              |
| Línia 6  | Salburúa-Zabalgana | Zabalgana (Barri de Mariturri) | Salburua                       | Castilla 36/Etxezaharra, Castillo Fontecha/Castilla/Ocio/Etxezaharra. Castillo Fontecha/Etxezaharra/Ocio/Castilla, Castilla 47/Prado |